# Python kyaiktiyo
Espèce
Statut de conservation UICN

 VU D2 : Vulnérable
Statut CITES
Python kyaiktiyo est une espèce de serpents de la famille des Pythonidae.

## Répartition
Cette espèce est endémique de l'État Môn en Birmanie.

## Description

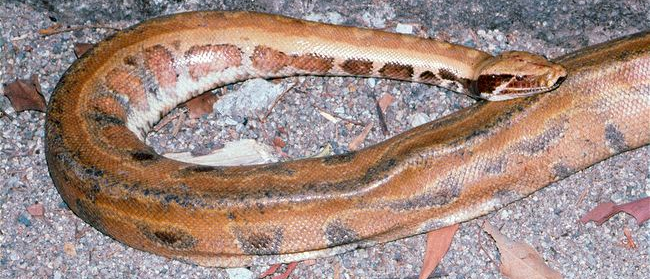

C'est un serpent constricteur ovipare.

## Étymologie
Cette espèce est nommée en l'honneur du Rocher d'Or ou Pagode de Kyaiktiyo.

## Publication originale
- Zug, Gotte & Jacobs, 2011 : Pythons in Burma: Short-tailed python (Reptilia: Squamata). Proceedings of the Biological Society of Washington, vol. 124, no 2, p. 112-136.